# Matteo Donega
Matteo Donega (Bondeno, 1 april 1998) is een Italiaans baan- en wegwielrenner die anno 2020 rijdt voor Cycling Team Friuli ASD. Hij behaalde in 2020 een tweede plaats op de puntenkoers tijdens de Europese kampioenschappen baanwielrennen.

## Palmares

### Baanwielrennen
| Jaar     | IK          | EK          | WK       | Overig   |
| Junioren | Junioren    | Junioren    | Junioren | Junioren |
| -------- | ----------- | ----------- | -------- | -------- |
| 2016     | omnium      | puntenkoers |          |          |
| Beloften |             |             |          |          |
| 2018     |             | puntenkoers |          |          |
| Elite    |             |             |          |          |
| 2018     | koppelkoers |             |          |          |
| 2019     |             |             |          |          |
| 2020     | scratch     | puntenkoers |          |          |

## Ploegen
- 2019 –  Cycling Team Friuli
- 2020 –  Cycling Team Friuli ASD